# Zgromadzenie Sióstr Służebnic Niepokalanej Panny Maryi
Zgromadzenie Sióstr Służebnic Niepokalanej Panny Maryi, służebnice NPM (ukr.: Згромадження Сестер Служебниць Пренепорочної (Непорочної) Діви Марії, ССПДМ/СНДМ) – katolicki zakon żeński obrządku greckiego założony w 1892 r. przez ks. Cyryla Sieleckiego i bazylianina o. Jeremiasza Łomnickiego. Podstawowym zadaniem kongregacji jest religijne wychowanie dzieci i młodzieży, troska o chorych i biednych, działalność charytatywna i pastoralna.

## Historia
Regułę zakonną sióstr służebnic zatwierdził w 1892 Sylwestr Sembratowycz, ówczesny metropolita lwowski. W tym samym roku we wsi Żużel k. Sokala powstał pierwszy dom zakonny dzięki staraniom miejscowego kapłana Cyryla Sieleckiego (Кири́ло Селе́цький). W 1894 r. w Krystynopolu założono główny monastyr służebnic pod opieką tamtejszych bazylianów. Pod kierownictwem pierwszej przełożonej – Jozafaty Hordaszewskiej – zakładano nowe domy służebnic w Galicji oraz wśród ukraińskiej diaspory w Kanadzie (1902), Brazylii (1911), a także  na terenie późniejszej Jugosławii (1906), na słowackim Zakarpaciu (1928) i w USA (1938).
Do 1934 zakonnice podlegały biskupom diecezjalnym, następnie zakon został scentralizowany pod jednym zarządem. W 1956 r. papież Pius XII zakończył proces organizacji zakonu, powołując trzy główne prowincje: dla Europy, dla Kanady oraz dla Stanów Zjednoczonych i Brazylii. W 1938 r. w Europie były 92 domy zakonne  і 494 siostry, które prowadziły 76 ochronek dla prawie 5000 dzieci, 15 sierocińców dla 380 sierot, 3 szkoły ludowe, wykładały ekonomie w 4 seminariach, prowadziły różnorodną działalność religijno-charytatywną, głównie wśród kobiet.
Po 17 września 1939 r. Władze radzieckie rozpoczęły likwidację zgromadzenia służebnic w Galicji: w l. 1940-41 oraz po wojnie. Wiele zakonnic zostało wywiezionych do łagrów. Zgromadzenie skasowano także w komunistycznej Czechosłowacji (1950). Kongregacja funkcjonowała jedynie w Polsce (13 domów) і w Jugosławii (7).

## Współczesność
Obecnie zgromadzenie funkcjonuje w 15 krajach, dzieli się na 7 prowincji i 1 delegaturę.
Główny dom zakonny znajduje się w Rzymie, po dwa domy działają we Francji, Anglii i w Niemczech. Większość klasztorów służebnic znajduje się za oceanem: w Brazylii (43 domy), Kanadzie (23), USA (20) і (od 1965) w Argentynie (4). SSNPM nadal zajmują się wychowaniem religijnym,  prowadzą własne średnie i wyższe szkoły dla dziewcząt, publikują podręczniki, prowadzą rekolekcje dla młodzieży, organizują kolonie letnie i pielgrzymki, pomagają misjonarzom oraz zajmują się opieką nad chorymi. Ponadto szyją szaty liturgiczne, dbają o wystrój kościołów, cerkwi.

## Służebnice w Polsce
W Polsce jest ok. 80 służebnic. Zakonnice pomagają proboszczom w prowadzeniu parafii, zajmują się katechizacją, opiekują się chorymi, prowadzą działalność misyjną. Przełożoną polskiej prowincji Matki Bożej Nieustającej Pomocy jest obecnie s. Magdalena Maria Ożańska. Prowincja liczy aktualnie 8 domów zakonnych (monastyrów):
- archieparchia przemysko-warszawska
  - dom prowincjalny i dom zakonny (pw. Świętej Rodziny) w Warszawie
  - Dom Zakonny pw. bł. s. Jozafaty Hordaszewskiej w Bartoszycach
  - Dom Zakonny pw. Wspomagającej Matki Bożej w Janowie Lubelskim[3]  (zamknięty w 2017 roku)
  - Dom Zakonny pw. Opieki Przenajświętszej Bogurodzicy w Kruklankach  (zamknięty w 2023 roku)
  - Dom Zakonny pw. Matki Bożej Dobrej Rady w Olsztynie
  - Dom zakonny pw. Bożego Miłosierdzia w Prałkowcach
  - Dom Zakonny pw. Świętego Męczennika Jozafata w Przemyślu
  - dom formacyjny (nowicjat) pw. Opatrzności Bożej w Przemyślu
- eparchia wrocławsko-gdańska[4]
  - Dom Zakonny pw. Poczęcia NMP w Goleniowie
  - Dom Zakonny pw. św. Józefa w Koszalinie
  - Dom Zakonny pw. św. Jana w Świdwinie   (zamknięty w 2013 roku)

Instytucje charytatywne prowadzone przez służebnice: "Barka" Dom Pomocy Społecznej im. Jana Pawła II w Janowie Lubelskim prowadzony był do 2017r. Obecnie siostry prowadzą Ekumeniczny Dom Pomocy Społecznej wraz z Centrum Rehabilitacji im. Bł. S. Josafaty i Ośrodkiem Szkolenia Zgromadzenia Sióstr Służebnic Niepokalanej Panny Maryi w Prałkowcach.

## Herb
Herb zgromadzenia składa się z centralnie umieszczonej litery M, nad którą znajduje się krzyż, oraz trzech gwiazd rozmieszczonych po bokach i na dole litery. Wszystkie elementy herbu ulegają różnym stylizacjom w zależności od konkretnych przedstawień.
Krzyż jest symbolem chrześcijaństwa i naśladowania Chrystusa, litera M przywołuje wzór Matki Bożej (Niepokalanej Panny Maryi), natomiast trzy gwiazdy oznaczają trzy śluby zakonne: czystości, ubóstwa i posłuszeństwa, oraz trzy cnoty: cichość, pokorę i miłość siostrzaną.

## Strój zakonny
Habit granatowy (ciemnoniebieski), szkaplerz z białą wypustką, na głowie czarny welon (granatowy, ciemnoniebieski - ciemniejszy niż reszta habitu) z wypustką białego czepka, na piersi krzyżyk na łańcuszku. W zależności od czasu i miejsca krój habitu różni się w szczegółach.

## Błogosławieni i słudzy Boży
Błogosławieni i słudzy Boży związani ze zgromadzeniem służebnic:
- Jozafata Hordaszewska
- Tarsykija Maćkiw
- Anatolia Bodnar
- Ambrozja Sabatowicz
- Cyryl Sełecki (Sielecki, Kyryło Sełećkyj)
- Jeremiasz Łomnicki